# Modèle géométrique inverse
Le modèle géométrique inverse (MGI) est un modèle mécanique utilisé en robotique pour les bras manipulateurs.

## Présentation
Le modèle géométrique inverse permet de déterminer la configuration des liaisons, en fonction de la configuration (position et orientation) de l'effecteur d'un robot. Il existe 2 types de liaisons, les liaisons pivots et les liaisons glissières.
- La liaison pivot permet des mouvements de rotation et est caractérisée par un angle.
- La liaison glissière permet des mouvements de translation et est caractérisée par une distance.

L'effecteur peut être une pince, une caméra, une pompe de peinture, ...
Le modèle géométrique inverse est utilisé pour caractériser le fonctionnement d'un bras manipulateur. Concrètement le modèle géométrique inverse permet de calculer la position de chaque moteur (liaison) du robot en fonction de la position et de l'orientation de l'organe terminal (effecteur).
La fonction inverse qui consiste à déterminer la configuration de l'effecteur en fonction de la configuration des liaisons est le modèle géométrique direct (MGD).